# Maradi
Maradi est une ville du Niger, chef-lieu de la région de Maradi, située au centre du Niger méridional à proximité de la frontière nigérianne. Généralement présentée comme la capitale économique du Niger, elle est la troisième ville du pays par sa démographie, avec une population estimée proche de 400 000 habitants en 2023. 
L´ethnie dominante dans la ville est les haoussa; viennent ensuite les Touaregs et les Peuls. Elle a trois commune urbaines qui sont commune urbaines
Maradi I qui constitue les quartiers comme Bagalam, Yandaka, Dan-Goulbi, Makoyo et Maradi II comme les Soura Bildi, BDZ, Zarya I, Zarya II, Zarya III, et Maradi III comme Ali Dan Sofo, Marasa, Bourja... Elle a le statut de Communauté urbaine constituée de trois arrondissements communaux.

## Géographie

### Situation
La ville de Maradi est située sur la route nationale 1 (axe Niamey-Zinder), à 662 km à l'est de Niamey, la capitale du pays. Elle est le lieu d´intersection de plusieurs routes, dont celle qui permet de rejoindre les villes de Katsina et Kano au Nigeria tout proche.
| Tibiri       | Tibiri | Djirataoua |
| Sarkin Yamma | Maradi | Djirataoua |
| Sarkin Yamma | Safo   | Djirataoua |

### Relief et environnement
La ville de Maradi se situe à 370 m d’altitude. Le relief de la région est plat, avec un réseau hydrographique non fonctionnel, à l´exception du Goulbi N´Kaba et de quelques-uns de ces affluents qui présentent un écoulement hydrique éphémère pendant la saison des pluies, entre les mois de juillet et septembre.

### Climat
Le climat de la région est tropical sec, semi-aride ou sahélien, avec une longue saison sèche et une courte saison des pluies. Les pluies annuelles atteignent 650 mm au sud et diminuent vers la limite nord du département où elles sont de l´ordre de 200 mm. Les données pluviométriques existent depuis 1932 ; elles présentent une grande variabilité interannuelle.
Les températures moyennes sont particulièrement élevées (maximum des moyennes mensuelles en mai avec 32,7 °C et minimum des moyennes mensuelles en janvier avec 23,5 °C) Les températures minimales moyennes sont supérieures à 18 °C pendant les mois les plus froids de décembre à janvier. Le régime thermique est tributaire du double passage du soleil au zénith et le double maximum des températures correspond aux équinoxes. L´amplitude thermique diurne est supérieure à l´amplitude annuelle. Le rythme photopériodique est quotidien et non saisonnier.
De mai à septembre, les vents dominants viennent du secteur Sud-Ouest, situés entre 240 et 210 degrés. En provenance de l´Océan Atlantique et chargés d´humidité, ils déterminent la saison pluvieuse. De novembre à mars, le vent dominant est du secteur Nord-Est dans une direction assez constante de 60 degrés. Provenant du Sahara (Tibesti - Bilma), l’Harmattan est un vent très desséchant, parfois associé aux tempêtes de sable.
| Mois                              | jan. | fév. | mars | avril | mai  | juin | jui. | août | sep. | oct. | nov. | déc. | année |
| --------------------------------- | ---- | ---- | ---- | ----- | ---- | ---- | ---- | ---- | ---- | ---- | ---- | ---- | ----- |
| Température minimale moyenne (°C) | 13   | 15,6 | 19,8 | 24    | 25,7 | 25   | 23,2 | 22,2 | 22,5 | 20,5 | 16,5 | 13,5 | 20,1  |
| Température maximale moyenne (°C) | 30,2 | 33,6 | 37   | 40    | 39,7 | 37   | 33,2 | 31,7 | 33,8 | 36,3 | 33,9 | 31,7 | 34,8  |
| Précipitations (mm)               | 0    | 0    | 0    | 4     | 19   | 64   | 149  | 175  | 75   | 7    | 0    | 0    | 492,4 |

| Diagramme climatique                                  |           |         |       |            |        |             |             |            |           |           |           |
| J                                                     | F         | M       | A     | M          | J      | J           | A           | S          | O         | N         | D         |
| 30,2130                                               | 33,615,60 | 3719,80 | 40244 | 39,725,719 | 372564 | 33,223,2149 | 31,722,2175 | 33,822,575 | 36,320,57 | 33,916,50 | 31,713,50 |
| Moyennes : • Temp. maxi et mini °C • Précipitation mm |           |         |       |            |        |             |             |            |           |           |           |

## Histoire
La ville de Maradi est fondée en 1807 par les rois Haoussas de l'État de Katsina du Nigeria pendant le djihad des Peuls. Ce sultanat ne représentait pas la seule puissance de la région, il y avait également les nobles du Gobir. 
En 1911, Maradi est le siège d'un secteur du Cercle de Madaoua dans le territoire militaire du Niger, partie orientale du Haut-Sénégal et Niger. Le 4 décembre 1926, Maradi remplace Tessaoua comme chef-lieu de Cercle de la Colonie du Niger.

## Administration
La ville de Maradi constitue une commune à statut particulier constituée de trois arrondissements communaux.
| Code INS | Arrondissements | Superficie (km²) | Population (urbaine 2012) | Population (rurale 2012) | Quartiers |
| -------- | --------------- | ---------------- | ------------------------- | ------------------------ | --------- |
| 49001    | Maradi I        | 10,19            | 114 307                   | 0                        | 7         |
| 49002    | Maradi II       | 10,85            | 66 728                    | 0                        | 4         |
| 49003    | Maradi III      | 52,93            | 86 214                    | 0                        | 15        |

## Population
Lors du dénombrement de la population réalisé en 1929, la localité de Maradi est la troisième de la Colonie du Niger avec 5 472 habitants.
La population de la ville était estimée à 206 414 habitants en 2011,. D'après le recensement de 2012, Maradi comptait 267 249 habitants
En 2018, Maradi enregistre le taux de fécondité le plus élevé du monde avec 8,4 enfants par femme. Selon Unicef, près de 89 % des femmes de Maradi sont mariées avant l'âge de 18 ans, domaine dans lequel la ville détient également un record mondial.
Les sécheresses des années 2010 et la menace du groupe islamiste Boko Haram ont conduit à la croissance considérable du nombre d'habitants.
L'évolution démographique de la ville est relevée par les recensements généraux de la population. 
| 1929  | 1959   | 1977   | 1988    | 2001    | 2012    |
| ----- | ------ | ------ | ------- | ------- | ------- |
| 5 472 | 11 762 | 44 458 | 110 005 | 148 017 | 267 249 |

En janvier 2024, l'Institut National de la Statistique du Niger réalise  une projection de la population pour juillet 2024 estimée à 412 364 habitants.

## Éducation

### Enseignement supérieur

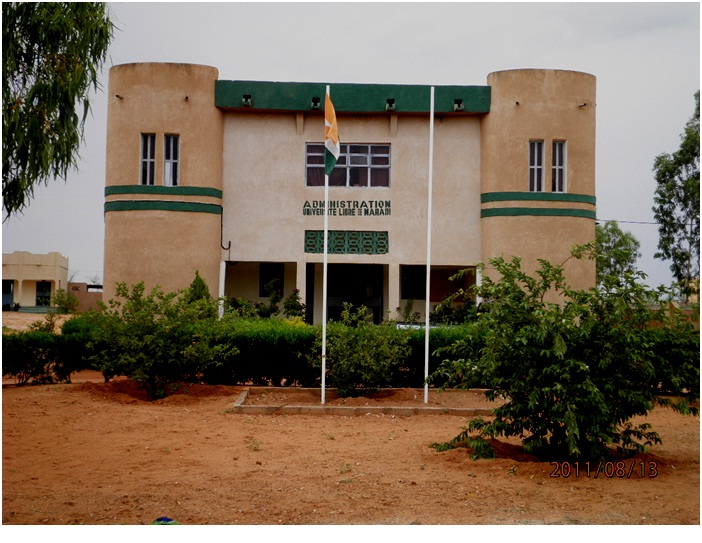
Administration, Université libre de Maradi

La ville compte plusieurs universités : l'Université Dan Dicko Dan Koulodo, fondée en 2008, l'Université libre de Maradi, fondée en 2004, et l'Université internationale Aboubacar Ibrahim, fondée en 2020.

## Lieux de culte
Parmi les lieux de culte, il y a principalement des mosquées. Il y a aussi des églises et des temples chrétiens : Diocèse de Maradi (Église catholique), Assemblées de Dieu .

## Économie
Maradi est la capitale économique du Niger. Son économie est basé sur le commerce, l'agriculture notamment l'arachide dont elle fut un centre d'excellence, le haricot, le mil et l'élevage des vaches, chameaux et petits ruminants: célèbre chèvre rousse de Maradi et les moutons bélamis de Dakoro; ensuite vient quelques usines (tannerie Sonitan ; huilerie Olga Oil ; Niger Plastique ; Matelas Eniprom; Construction métallique Migas, les potières de Tarna et import - export.

## Transports
Route trans-sahélienne Dakar (Sénégal) — N'Djamena (Tchad) passe par Maradi. Dotée d'un aéroport, l’Aéroport de Maradi, la ville est accessible par transport aérien. la ville se trouve sur la route nationale N1: le grand axe ouest-est Niamey-Dosso-Maradi-Zinder-Diffa-N'Guigmi.

## Culture et patrimoine
Ville en majorité musulmane, on y trouve aussi des chrétiens et animistes. La langue parlée est essentiellement le Haoussa, mais y résident aussi des Peuls et des Touaregs. Les danses traditionnelles sont: Gadaa, Takae, Charou et Takaba, toutes en voie de disparition du fait de la forte influence de l'islam et des cultures occidentales et asiatiques.

## Sports
L'arène des luttes traditionnelles Yacouba Ango d'une capacité de 5 000 places est inaugurée en juin 2021.

## Personnalités liées à la ville
- Mariama Gamatié Bayard (1958-), femme politique.
- Balla-Arabé (1925-1991), Chef des armées du Niger.
- Ibrahim Yacouba (1971-), Syndicaliste et homme politique nigérien.